# ジャン＝アンリ・パップ
ジャン＝アンリ・パップ（Jean-Henri Pape。Papeはパプとも転写される）、出生名ヨハン・ハインリッヒ・パーペ（Johann Heinrich Pape）（1789年7月1日 - 1875年2月2日）は、19世紀初頭の著名なフランスのピアノおよびハープ製作者である。アンリ・パッペ（Henry Pape）とも呼ばれる。
パッペは1789年にドイツ・ザルシュテットで生まれた。1811年にパリに着き、プレイエルのピアノ工房で職を得た。1815年、パッペは自身のピアノ製造を始め、ほぼ毎年、40年近く新たな考案によりピアノの改良を続けた。パップの最初のグランドピアノはブロードウッドおよびトムキンソン（Tomkinson）のイングランド式システムを模範としたが、機械いじりの天才であったパップはすぐに改良に取り掛かり、それらの構造の動作原理を完全に変えてしまった。パップはハンマーが弦を打てるようにするための響板とピン板との間の構造的すき間が原因で起こるスクエア・ピアノおよびグランドピアノにおける欠陥に集中した。弦の上部にアクションを取り付けるという解決策は、マリウスやヒルデブラント、ウィーンのシュトライヒャーによって思い描かれていたが、パップの解決策はレバーや釣り合いおもりの代わりに、タッチにほとんど影響を与えることなくハンマーを素早く上げるためにコイルばねを用いるものであった。このシステムはスクエアピアノでは非常に成功を収めたが、グランドピアノでの軽さと繊細さを欠いていた。アップライトピアノの形状とアクションにパップが導入した変化は彼の楽器に卓越したパワーを与えた。
この腕の立つピアノ製作者の仕事は1832年9月19日のフランス勧業協会の報告書や1833年のフランス芸術アカデミーの報告書で称賛されており、パップは1834年のフランス産業博覧会で金メダル、1839年にレジオンドヌール勲章のメダルを授与された。機械的な構造のあらゆる側面に熟練していたパップは、らせん状に木材または象牙を切るために使う機械を発明し、その成果を1827年に発表した。彼のピアノの1台は長さ9フィート、幅2フィートの象牙の薄板で化粧張りされていた。

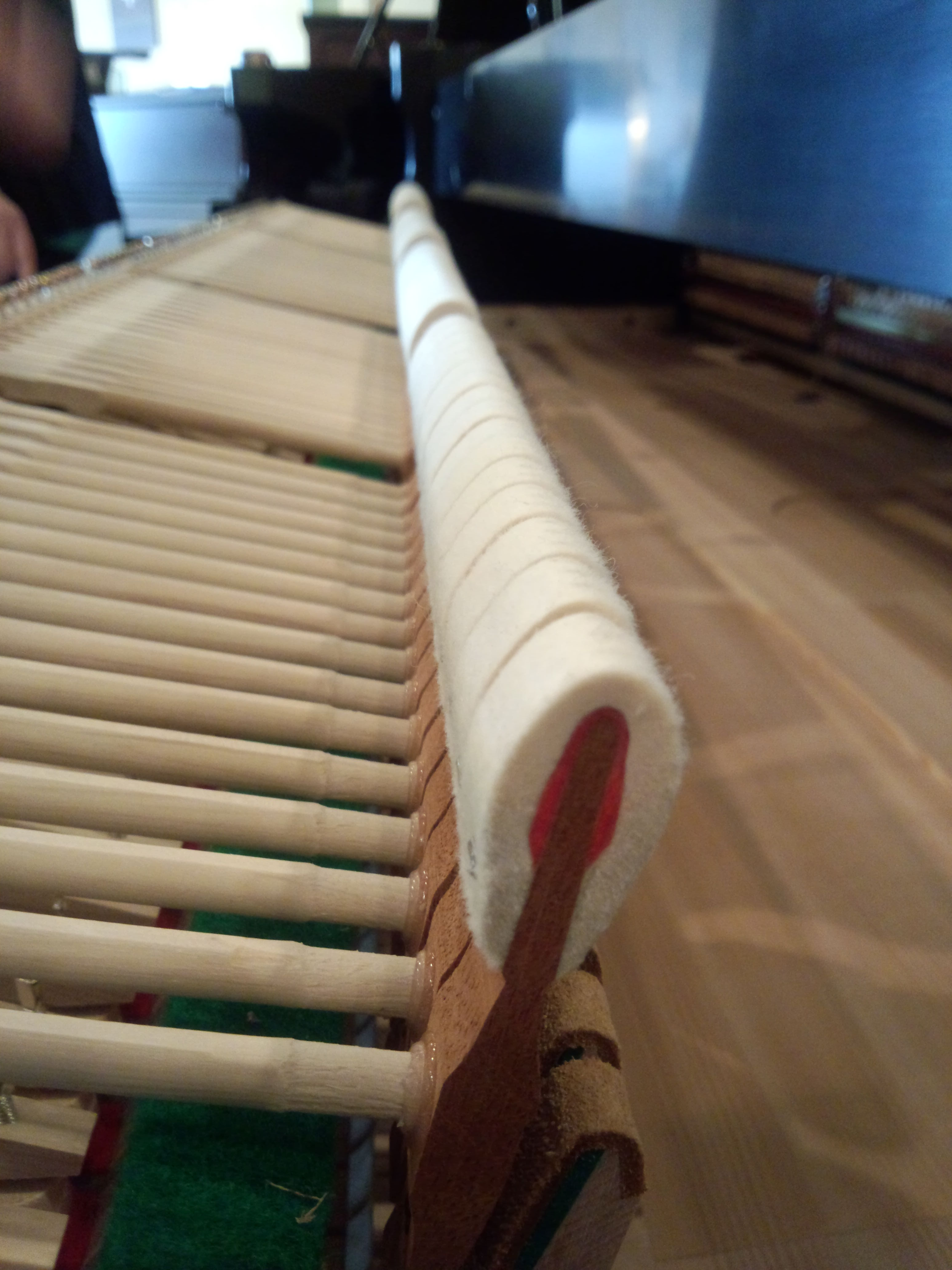
ピアノのハンマー

パップは1826年にハンマーの覆いとして層状の皮または綿の代わりに厚いフェルトを初めて導入した。フェルトはより品質が安定した素材であり、ハンマーの重さと弦の張力が増大することによるより広いダイナミックレンジを可能にした。
パップはピアノの生産における工業化の波に対処することができなかった。彼がパリ郊外のアニエール＝シュル＝セーヌでピアノ製造の研究を続けていたが、死去した1875年、パップは貧困に陥っていた。しばらくの間、パップの息子と甥が彼が設立した工場を経営した。
1897年、パップを追悼してパリ13区の通りが「アンリ＝パプ通り」と命名された。